# 多裂棕竹
多裂棕竹（学名：Rhapis multifida）为棕榈科棕竹属下的一个种。

## 扩展阅读
- 維基物種上的相關：多裂棕竹